# Vino liquoroso

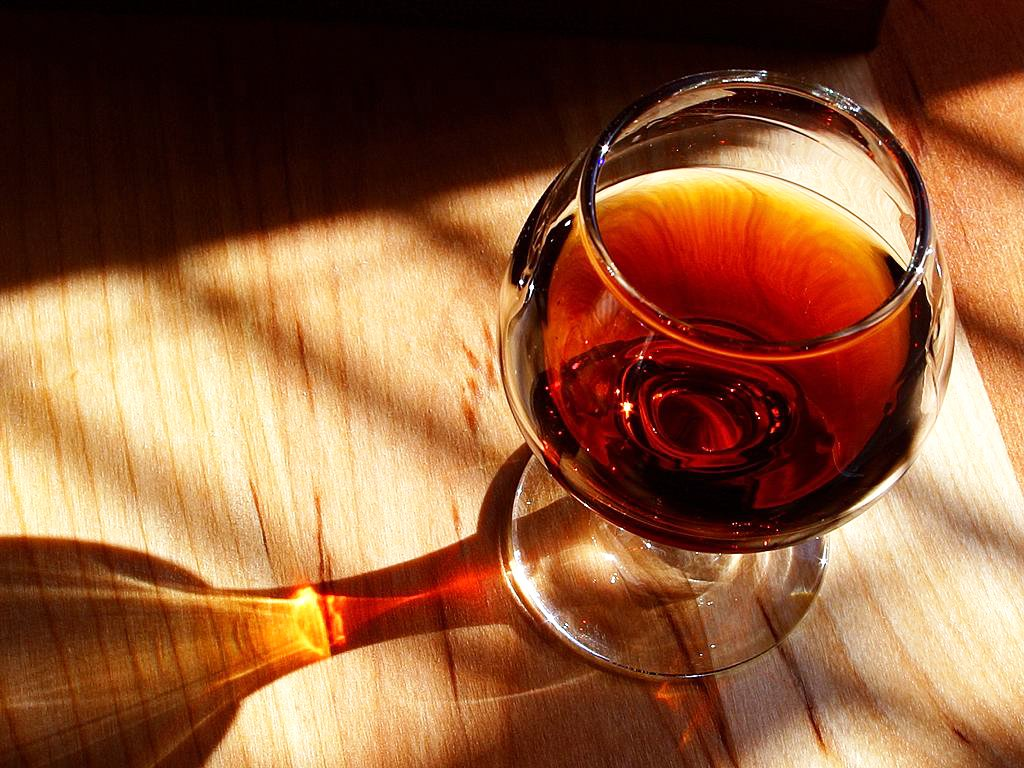
Un bicchiere di Porto

I vini liquorosi sono quei vini prodotti utilizzando un vino base (di gradazione alcolica non inferiore a 12%) addizionato di mistella (mosto al quale è stata bloccata la fermentazione mediante aggiunta di alcol), alcol, acquavite di vino o mosto concentrato (mosto parzialmente disidratato), al fine di aumentarne la gradazione alcolica. I liquorosi sono chiamati anche vini fortificati, a volte vini alcolizzati.

## Caratteristiche
Il loro titolo alcolometrico complessivo è sempre alto, ma non deve essere più del doppio del vino-base, mentre quello svolto deve essere compreso tra 15 e 22%.

Lo scopo della fortificazione era quello di conservare i vini durante i lunghi viaggi in nave dal luogo di produzione alla destinazione finale (generalmente il Regno Unito); l'aggiunta di alcol nel vino consentiva di bloccare la fermentazione e favoriva la stabilizzazione del liquido.
L'alcolizzazione non solo causa nel vino l'aumento del grado alcolico, ma anche una serie di trasformazioni sensoriali rilevanti. Inoltre, fa sì che i vini fortificati abbiano tempi di conservazione (e di evoluzione positiva) praticamente "eterni": 50 anni è un periodo normale, ma esistono grandissimi vini liquorosi che hanno passato il secolo senza problemi.
Non si confonda il vino liquoroso con il vino passito, due prodotti molto diversi anche se a volte erroneamente accomunati. Ancora più grave è scambiare un vino liquoroso per un liquore.
Tra i vini liquorosi più conosciuti ricordiamo:
- il Porto, che è ottenuto aggiungendo al mosto del brandy; vi sono diverse categorie di porto
  - Ruby, il vino di base, ottenuto usando uve non selezionate, e che viene invecchiato non più di cinque anni
  - Tawny, ottenuto usando uve più scelte, e che viene invecchiato anche più di cinque anni
  - Vintage, il prodotto di più alta qualità, ottenuto utilizzando uve selezionate e solo di una particolare annata
- il Marsala, che è ottenuto aggiungendo alcol al vino (principalmente dai vitigni Grillo, Inzolia e Catarratto); può essere secco, semisecco o dolce, e a seconda dell'invecchiamento
  - Fine (1 anno, minimo 17% alcol etilico)
  - Superiore (2 anni, minimo 18% alcol etilico)
  - Superiore Riserva (4 anni, minimo 18% alcol etilico)
  - Vergine o Soleras (5 anni, minimo 18% alcol etilico)
  - Vergine o Soleras Stravecchio o Riserva (10 anni, minimo 18% alcol etilico)
- il Madera, che viene prodotto nell'omonimo arcipelago portoghese, aggiungendo al vino alcool di canna da zucchero; il liquido viene poi sottoposto a forti oscillazioni termiche (tali da simulare i lunghi viaggi in nave che il vino faceva per essere trasportato in Inghilterra), e può essere in ordine crescente di qualità:
  - Sercial (secco)
  - Verdelho (semi-secco)
  - Boal (semi-dolce)
  - Malvasia (dolce, il più zuccherato)

Il Madera esiste anche millesimato, e può conservarsi per decine di anni.
- lo Sherry o Jerez o Xeres, che è un vino spagnolo analogo al Marsala, da non confondere con il Cherry Brandy, liquore dolce a base di ciliegia;

Si noti, infine, che nel mondo e in Italia esistono versioni liquorose, previste dai disciplinari, in diverse denominazioni.